# Carrefour (Haïti)
 (juillet 2018).
Si vous disposez d'ouvrages ou d'articles de référence ou si vous connaissez des sites web de qualité traitant du thème abordé ici, merci de compléter l'article en donnant les références utiles à sa vérifiabilité et en les liant à la section « Notes et références ».
 (septembre 2018).
 (septembre 2018).
- Si vous ne connaissez pas le sujet, laissez ce bandeau (vous pouvez alors contacter les auteurs).
- Si vous supprimez le contenu mis en cause (vous pouvez préalablement contacter les auteurs),

argumentez précisément cette suppression dans la page de discussion
(un manque de référence n'est pas un argument ; une recherche réelle de référence doit avoir été effectuée, être formellement documentée).
Pour les articles homonymes, voir Carrefour (homonymie).
Carrefour (en créole haïtien : Kafou, prononcé [kafu]) est une commune d'Haïti située dans l'arrondissement de Port-au-Prince dans le département de l'Ouest du pays d'Haïti.

## Histoire
Carrefour était à l'origine un poste militaire dans l'arrondissement de Port-au-Prince. En mars 1795, Louis-Jacques Beauvais et André Rigaud, à la tête de trois mille hommes, mettent en déroute les troupes anglaises occupant le port républicain.
Le président Alexandre Pétion, l'un des pères fondateurs d'Haïti, a construit sa résidence privée à Carrefour, en particulier dans la localité encore connue sous le nom de Thor. L'école nationale de Thor a été hébergée dans cette même maison pendant plusieurs décennies.
Le 1er mai 1813, un décret du président Alexandre Pétion fonde le village de Carrefour. Selon un plan établi par l'arpenteur Louis Rigaud, le village devait compter sept rues, 20 îlots et 161 sites.
En 1869, en rébellion contre le gouvernement de Sylvain Salnave, les Cacos occupent Carrefour et attaquent le fort de Bizoton sans pouvoir s'y installer. En effet, alors qu'ils se livraient aux délices de la région[Lesquels ?], Salnave a soulevé les Piquets du Sud, qui les ont attaqués par derrière et les ont forcés à évacuer le poste militaire. Une vingtaine d'années plus tard, le 20 août 1889, au plus fort de l'insurrection des nordistes contre le président François Denys Légitime, l'avant-garde de l'armée du Sud vient prendre position à Carrefour. Le lendemain, la veille du départ de Légitime, le général Justin Carrie livre deux batailles et est repoussé à Bizoton.
Dans l'un de ses projets de développement, le président Légitime prévoyait de relier Carrefour à Port-au-Prince par une ligne de bateaux à vapeur le long de la côte jusqu'à léogane. Carrefour a été élevé au rang de commune par le décret du 15 décembre 1982.

### Tremblement de terre 2010
Le 12 janvier 2010 à 16 h 53 heure locale (21 h 53 UTC), Carrefour a été victime d'un violent séisme d'une magnitude de 7 sur l'échelle de Richter. L'épicentre de ce séisme se trouvait à une dizaine de kilomètres à l'ouest de la ville qui dévasta ainsi toute la région autour de la capitale. À Carrefour, de nombreux bâtiments ont été détruits.

## Géographie
La commune de Carrefour est dans l'axe à travers lequel doivent passer des milliers de voitures, camionnettes et camions pour se rendre dans une bonne partie du département de l'Ouest, dans les départements du Sud-Est, des Nippes, du Sud et de la Grande-Anse. En raison de sa situation géographique et de sa beauté naturelle, les zones urbaines et rurales de la commune de Carrefour ont des potentialités économiques et touristiques.
Depuis plus d'un siècle et demi, Carrefour n'a jamais été urbanisé comme le souhaitaient ses fondateurs. Sa vocation agricole a pris le pas sur son urbanisation. Le village d'origine a fourni les villages environnants (Monrepos, Lamentin, Mahotière, Thor, Brochette, Mariani) et les différentes sections communales ont fourni aux villageois de Carrefour et de la ville de Port-au-Prince des produits agricoles tels que riz, canne à sucre, coton , fruits, légumes, nourriture, café, etc. Ce n'est qu'au milieu des années 1970 que l'urbanisation anarchique de la région a commencé. Cette "urbanisation" coïncide avec la liquidation des maisons principales par les grands propriétaires de Carrefour.
Le 15 décembre 1982, 169 ans après sa fondation, le village de Carrefour, devenu le quartier de Carrefour, fut élevé au rang de commune par le décret du 15 décembre 1982. Carrefour forme avec Port-au-Prince, Pétion-Ville, Kenscoff, Gressier et Delmas, l'arrondissement de Port-au-Prince.
La topographie de Carrefour n'est pas très différente de celle de Port-au-Prince. Comme cette dernière, la municipalité de Carrefour s'élève au fond du golfe de la Gonâve, l'un des plus beaux du monde et qui peut être comparé sans exagération à celui de Naples, en Italie. Il comprend une partie montagneuse comprenant les collines Malanga, Chandelle, Boyer, Rivière Froide, Dufréné, Corail Thor.
Ses limites géographiques s'étendent de l'est au nord, de la jonction de Fontamara 43 avec le littoral jusqu'à la rencontre de la baie de Port-au-Prince et le long de cette côte jusqu'à sa rencontre avec le ravin de Mariani. Du nord-ouest, ils tournent vers le sud jusqu'à la limite de la 12e section de Morne-à-Bateau, de la 23e section des parcs et de la 8e section de Beau-Séjour de la ainsi que de Léogâne. De là, ils rejoignent les limites de la 7e section, Grande Rivière, 4e Section, Gosseline qui appartient à la commune de Jacmel, et la 2e Section, Nouvelle-Tourraine et la 20e Section, Bongars, De la commune de Kenscoff. Ils rejoignent à nouveau Fontamara 43 par la trajectoire sud-sud-est de la 8e section, Martissant, de la commune de Port-au-Prince. Les coordonnées de la municipalité sont situées d'une part entre 72°22' et 72°27' de longitude ouest et d'autre part entre 18°30' et 18°35' de latitude nord. Sa superficie est estimée à 190 km2.

### Hydrographie
La rivière Froide, l'un des cours d'eau les plus importants de la municipalité, traverse les sections communales de Platon Dufresney et continue jusqu'à la section étang de la commune de Pétion-Ville. Puis la rivière de Chauffard qui irrigue les maisons de la section communale Procy, celle de Bengas au niveau de Kenscoff et celle de Momance ou de Grande-Rivière, entre les sections communales de Procy et de Laval. Parmi les rivières moins importantes, la rivière Grandin, les ravins Morel et Time-Perdu.

### Rivières et sources de Carrefour
- Tunnel qui se trouve à Diquini, il donne beaucoup d'eau, presque 98 % de l'eau de la capitale d'Haïti Port-au-Prince et Carrefour en premier lieu.
- Teso qui se trouve à Ticajou
- Cinobre Thor
- Rivière froide traverse la ville portuaire de Carrefour pour se jeter dans le golfe de la Gonâve.
- Rivière Teso
- Source Corossol

## Démographie
La commune de Carrefour est l'une des plus grandes municipalités de la République d'Haïti si sa taille et sa population sont prises en compte. Son centre urbain est subdivisé en zones ou districts: une partie de Fontamara, Bizoton, Diquini, Thor, Mahotière, Côte-Plage, Waney, Arcachon, Monrepos, Brochette, Lamentin, Rivière Froide, une partie de Mariani. Certains de ces quartiers comptent plus de 10 000 habitants.
La majeure partie du territoire de la commune de Carrefour est concentrée dans ses sections municipales montagneuses. Le manque de routes améliorées rend l'accès en voiture ou en camion difficile ; Dans la plupart des cas, l'utilisation de véhicules dans ces environnements est totalement impossible. Avec une population de plus de 500 000 habitants, la pression humaine sur l'environnement augmente.
Quand il s'agit de la relation entre les zones urbaines et rurales, Carrefour ne fait pas exception à la règle. Généralement, dans toutes les municipalités d'Haïti, le centre urbain communément appelé « bouk ou lavil » dépend de ses sections communales - le plus souvent situées dans les zones montagneuses - pour l'alimentation et l'approvisionnement en eau potable. Malgré cette dépendance, les sections communales sont toujours traitées comme le pays extérieur. Quant à la mairie, la seule fois qu'un résident d'une section communale entendra parler de la mairie est avant les élections municipales. Bien que les soi-disant citadins vivent des ressources des zones rurales, il ne leur est jamais venu à l'esprit que ces ressources sont épuisables. Leur mépris pour l'environnement rural et la concentration des services dans la zone urbaine ont contribué à l'abandon de la campagne: l'exode rural.
C'est l'exploitation des carrières et l'agriculture extensive qui pose un problème : elles ont un rôle social important car elles emploient des milliers de personnes, mais ces activités provoquent la destruction des milieux. L'opération accélère le ruissellement de l'eau, l'accumulation de sédiments et l'érosion du sol. Les agriculteurs se voient obligés de cultiver une terre plus escarpée et de faire du charbon avec la couverture végétale. La dégradation de l'environnement s'explique ainsi par une inorganisation spatiale. Certaines associations préconisent un développement plus efficace et une campagne de nettoyage ou de reconstruction La couverture forestière en Haïti est actuellement inférieure à 3%. L'épuisement des sources d'eau à travers le pays est une conséquence directe de la déforestation. Jusqu'à la seconde moitié des années 1980, les collines de Carrefour étaient largement couvertes de fruits et d'arbres forestiers. Quant à la rivière Froide, son eau était encore cristalline. Des milliers de personnes s'y baignaient encore quotidiennement. De plus, chaque jour, des centaines de femmes comptaient sur cette rivière pour gagner de l'argent après avoir lavé les clients fidèles au rendez-vous.
La détérioration de l'environnement a ses corollaires. Dans tous les cas, il est supposé que de nombreuses populations végétales et animales disparaissent en raison de la détérioration des écosystèmes, tels que la déforestation. La déforestation et la construction anarchique dans des endroits stratégiques sont la cause fondamentale des catastrophes écologiques à la croisée des chemins, mettant en péril les espèces communes, la flore et la faune.
À l'heure actuelle, la rivière est seulement un labyrinthe. Les nombreuses sources d'eau de Carrefour ont commencé à se tarir. Les conditions sanitaires déjà précaires en temps normal ont empiré. En ce qui concerne l'urbanisation, nous ne pouvons pas en parler; L'environnement urbain de Carrefour n'est qu'un vaste bidonville.
Pour limiter les dégâts et protéger l'environnement, les citoyens de la ville et les sections communales doivent être conscients de cette situation qui menace l'existence même de toute la population. Il sera également nécessaire de concilier et de réconcilier les environnements urbains et ruraux. Enfin, il est essentiel que les citoyens de Carrefour prennent en charge le destin de leur commune.
Carrefour est l'une des communes d'Haïti les plus peuplées. La population était officiellement estimée à 511 350 habitants en 2015.
Sur le plan démographique, la commune de Carrefour compte plus de 500 000 habitants. Cependant, il reste extrêmement difficile d'avoir des statiques plus ou moins fiables sur la population de Carrefour. Selon le recensement de 1982, Carrefour avait une population de 129 470 personnes. Selon le recensement de 2003 la population était de 373 916 habitants. Sur la base de 4.24, le taux de croissance annuel de sa population, aujourd'hui, Carrefour aurait une population de 460 251 habitants.
Peuplée de 465 019 habitants(recensement par estimation de 2009), Carrefour fait partie de la conurbation formée autour de la capitale Port-au-Prince.

## Économie
Contrairement à la majorité des municipalités de la République d'Haïti, l'agriculture occupe une très petite place dans l'économie de Carrefour. La commune de Carrefour occupe une annexe de Port-au-Prince. Les secteurs secondaire et tertiaire alimentent principalement son circuit économique. Néanmoins, des activités agricoles sont entreprises dans les sections communales de Morne Chandelle, du Plateau Dufresney, de Taillefer, de Procy, de Coupeau, de Laval, de Bouvier et de Malanga.
Les habitants de toutes les sections communales de Carrefour dépendent principalement de l'agriculture; Du café, des légumes, des céréales, de la nourriture et du sucre de canne y sont cultivés. Il y a aussi des bovins (bœufs, cabris, oiseaux de basse-cour), à l'exception du café, produit importé cultivé sur les collines de Rivière Froide, Dufresney et Corail Thor. Les agriculteurs des sections communales de Carrefour pratiquent seulement l'agriculture de subsistance, en d'autres termes, leur production agricole n'a pas un impact significatif sur l'économie de la commune, et la zone urbaine où la majorité de la population, l'économie fonctionne comme les grandes villes haïtiennes, ou mieux encore.
D'autre part, dans le centre urbain de Carrefour sont concentrés d'une part les principaux services publics: le tribunal de la paix, le Département des impôts, le poste de police, le bureau d'enregistrement, la Garde côtière, le plus grand complexe sportif du pays . De plus, les activités commerciales: les banques, les supermarchés, les bazars, les boulangeries, les marchés publics, magasins, pharmacies, etc. Les établissements industriels tels que les usines de peinture, Haïti métal, Mariani tannerie, SA Cuir, emballage adventiste, Safico, ALTA et TOLI, AVT OVER et les compagnies pétrolières (National, Shell, Texaco, ESSO).
Deux hôpitaux et de nombreuses cliniques privées assurent des soins de santé au niveau de la commune de Carrefour: Hôpital Diquini Adventiste et Carrefour Hopital Maternité. Malgré la présence de ces hôpitaux, de nombreux Carrefourrois continuent à visiter les hôpitaux et les cliniques situés dans la ville de Port-au-Prince.

## Éducation
Un grand nombre d'écoles publiques et privées dispensent un enseignement primaire, secondaire, professionnel et universitaire. Au cours des vingt dernières années, en raison de l'exode rural vers le centre et de la demande croissante d'éducation, les écoles primaires et secondaires se sont multipliées à Carrefour. Malgré la présence de très bonnes institutions à Carrefour, des milliers d'adolescents résidant dans la commune continuent à fréquenter les écoles situées à Port-au-Prince.

### Liste des écoles à Carrefour
- Institution Frère Dorrémil (IFD)
- Institution Chrétienne D'Haïti (ICDH)
- Institut Academie de l'enfant (IAE)
- Ensemble Scolaire Père Basile Moreau (ESPBM)
- École Saint Charles dirigée par les sœurs de la charité de Saint Louis  ( SCSL)
- Juvénat du Sacré-Cœur
- Lycée Louis Joseph Janvier
- Collège Univers Frère Raphaël
- Collège de Côte-Plage
- Collège notre dame D'Haiti (CNDH)
- L'École des Sœurs Salésiennes
- L'École Notre Dame de l'Assomption
- L'École Nationale de Thor
- Collège Catherine Flon
- Centre d'Études Secondaires
- Centre Polyvalent
- Collège Paul Etzer
- L'École République du Centre Afrique
- Le Lycée de Diquini
- Centre d'études lumières
- Collège Adventiste de Diquini (CAD)
- L'Université Adventiste
- Gentils Moineaux
- L'Institution Nid Douillet des Enfants(INDE)
- Collège Notre Dame des Petits(CNDP)
- Ronley école Professionnelle
- Institution Mixte Frère Manuel Samuel
- Nouveau Collège des Frères Adventiste
- The Christian Académie and La Pépinière Douance
- INUREP - Instituts Universitaire de la Référence

## Religion
Les activités religieuses sont multiformes. C'est un véritable syncrétisme que les protestants, les catholiques, les vodouisants, les adventistes, les témoins de Jéhovah et les adeptes de diverses confessions rivalisent de ferveur. Les églises consacrées à Saint Charles et à Notre-Dame du Mont Carmel rassemblent une immense foule de fidèles des quartiers environnants et de Port-au-Prince à l'occasion des fêtes patronales du 4 novembre et 16 juillet . Quant à la chapelle de Saint Antoine, c'est un centre d'intérêt permanent. Placé au sommet de la Fusion, il ne cesse jamais de drainer les pèlerins. D'autres chapelles existent dans les sections communales.
Les églises protestantes se trouvent partout dans la commune de Carrefour.

### Quelques églisesprotestantes
- Église Méthodiste de Carrefour (méthodiste de Thor)
- Église Sainteté chrétienne
- Église de la lumière (MEBSH)
- Église par la foi
- Corps de Christ

### Adventiste
- Morija
- Gosen
- Sinayi

Très souvent, tard dans la nuit, les quartiers vibrent de leurs prières et de leurs chants d'adoration. Cela établit un contraste très net avec la musique de danse des boîtes de nuit ou des boîtes de nuit. D'un autre côté, il y a aussi les houmforts où les adeptes du vaudou rendent hommage aux dieux africains, les loas. Dans cette atmosphère religieuse, certains signes ne cesseront jamais d'étonner un observateur : « Dieu seul nous inspire et la science nous éclaire : Botanica Sciencia de San Juan Templa - Macoumba ».
Ce qui est particulièrement agréable à souligner, ce sont les œuvres sociales entreprises par les différentes confessions religieuses. En dehors des écoles impressionnantes, certains ont des orphelinats, des cantines, des lieux de retraite, et ainsi de suite.
Le 10 décembre 1905, la paroisse de Carrefour est érigée par Mgr. Conan, deux ans après son élévation en tant qu'archevêque de Port-au-Prince. Carrefour était une petite chapelle de la paroisse Sainte Anne, dédiée à Saint Charles de Borome. Le premier curé était RP Lebihain. Puis, les Monfortains prennent possession de la paroisse de Carrefour. Un contrat avait été signé entre l'archevêque de Port-au-Prince et la compagnie de Marie (Monfortains) soutenue par Rome.
Le 20 février 1910, Paul Marie Lebihain est nommé curé de Port-de-Paix et vicaire général de la Société de Marie, remplacé par le père Brochard (1910-1947), RP Doriel (1947-1972) et le père Eustache Saint Hubert (1972-), , etc.
Les moines monfortiens ont construit le presbytère, l'église, une salle paroissiale, des chapelles dans les sections communales, tous par les pères Dorel et Saint Hubert
La paroisse de Carrefour a huit chapelles disséminées dans les parties communes : Morne-a-Bateau, dédiée à Saint Antoine ; Great River, Saint Paul; Morne-à-Chandelle, Saint Michel ; Boucan Marie, Notre-Dame de l'Annonciation; Bouvier, Sainte Cœur de Marie; Coupeau, Notre-Dame de Lourdes ; Wiailles, Saint François Xavier ; Côte-Plages, Notre-Dame du Perpétuel Secours.
En outre, sous l'administration du Père Dorélien, plusieurs communautés religieuses se sont installées dans la paroisse de Carrefour: les Frères du Sacré-Cœur, les Sœurs Salésiennes, les Petites Sœurs de Sainte Thérèse, les Petits Frères de Sainte Thérèse, les Filles de la Sagesse et les Missionnaires Oblats.

## Personnalité
- Roland Dorfeuille, également appelé Pyram (1943-2008), acteur haïtien mort à Carrefour.
- Farah Delance Linot (1989-), chanteuse et diplomate, a étudié à Carrefour.

## Administration

### Divisions administratives
La commune est composée de 13 sections communales :
- Morne Chandelle
- Platon Dufréné
- Taïfer
- Procy
- Coupeau
- Bouvier
- Lavalle
- Berly
- Bizoton
- Thor
- Rivière Froide
- Malanga
- Corail Thor

### Conseils municipaux
Carrefour dispose d'un conseil municipal composé de trois membres élus par les habitants de la commune pour un mandat de 4 ans. Le conseil municipal est dirigé par un président souvent appelé maire.
Carrefour dispose d'une assemblée municipale qui assiste le conseil dans son travail. Les membres de l'assemblée sont également élus pour 4 ans.
Conseils municipaux (2016-2020)
- Jude Edouard Pierre (Maire)
- Maxo Bourdeau
- Darlyne Joseph

## Codes de Carrefour
- HT6130 : Carrefour
- HT6132 : Diquini, Thor
- HT6133 : Côte-Page, Mahotière
- HT6134 : Arcachon, Waney
- HT6135 : Brochette
- HT6136 : Lamentin, Mariani, Fusion